# Großstübing
Großstübing est une ancienne commune autrichienne du district de Graz-Umgebung en Styrie.